# Pål Waaktaar
Paul Waaktaar-Savoy, född 6 september 1961 i Oslo som Pål Waaktaar Gamst, är en norsk gitarrist och låtskrivare i popgruppen A-ha. Waaktaar växte upp på samma gata i Oslo-förorten Manglerud som bandkollegan Magne Furuholmen. Förenade av ett gemensamt musikintresse började de spela och skriva låtar tillsammans från 10-årsåldern. Innan A-ha var Waaktaar och Furuholmen båda med i bandet Bridges.
Waaktaar var under A-has tidiga karriär bandets främste låtskrivare och han ligger bakom flera av bandets största hitar, bland andra "The Sun Always Shines on TV", "Hunting High and Low", "Manhattan Skyline" och "I've Been Losing You". 1985 toppade Waaktaar tillsammans med A-ha billboardlistan i USA med debutsingeln Take on Me, en bedrift som inga andra norska musiker har lyckats med.
Waaktaar är sedan 1991 gift med den amerikanska filmaren och kompositören Lauren Savoy, som också är bandmedlem i Savoy tillsammans med Paul Waaktaar och trumslagaren Frode Unneland. Paret bor New York och har en son.
År 2012 utsåg Kung Harald V Waaktaar och hans bandkollegor i A-ha till riddare av 1:a klassen av St. Olavs Orden för "innsats for norsk musikkliv".

## Diskografi (urval)

### Album under namnet Savoy
Studioalbum
- 1996: Mary Is Coming
- 1997: Lackluster Me
- 1999: Mountains Of Time
- 2001: Reasons To Stay Indoors
- 2004: Savoy

Samlingsalbum
- 2007: Savoy Songbook Vol. 1

Singlar
- 1995: "Velvet"
- 1997: "Xmas Time (Blows My Mind)"
- 2001: "You Won't Come to the Party"
- 2004: "Whalebone"
- 2007: "Karma Boomerang"